# Sarcome à cellules claires du rein
 (octobre 2018).
Le sarcome rénal à cellules claires est une tumeur rare du rein (5 % des cas)[pas clair] atteignant surtout la population pédiatrique. On peut également qualifier cette pathologie de "tumeur rénale métastasant au niveau de l'os". Le taux de rechutes et de métastases est beaucoup plus important que dans le cas du néphroblastome, d'où un pronostic bien plus sombre.